# 18016 Ґрондаль
18016 Ґрондаль (18016 Grondahl) — астероїд головного поясу, відкритий 13 травня 1999 року.
Тіссеранів параметр щодо Юпітера — 3,521.